# المياسره العليا (الصومعة)

تعديل مصدري - تعديل

المياسره العليا هي إحدى قرى عزلة ال الثرياء بمديرية الصومعة التابعة لمحافظة البيضاء، بلغ تعداد سكانها 77 نسمة حسب تعداد اليمن لعام 2004.